# Tough
«Tough»  — перший сингл третього альбому американської кантрі-співачки Келлі Піклер — «100 Proof». В США вийшов 13 червня 2011. Пісня посіла 30 місце на «Billboard» «Hot Country Songs».

## Список пісень
| #  | Назва   | Тривалість |
| -- | ------- | ---------- |
| 1. | «Tough» | 2:48       |

## Музичне відео
Режисером відеокліпу був Роман Вайт. Прем'єра музичного відео відбулась 28 вересня 2011 року на американському телеканалі «Country Music Television».

## Чарти
| Чарт (2011)                      | Місце |
| -------------------------------- | ----- |
| U.S. Billboard Hot Country Songs | 30    |